# 411 Ksanta
411 Ksanta (mednarodno ime je 411 Xanthe) je asteroid v asteroidnem pasu. 

## Odkritje
Asteroid je odkril francoski astronom A. Charlois ( 1864 – 1910) 7. januarja 1896 v Nici. Imenuje se po Ksanti, eni izmed okeanid, hčerki titana Okeana in Tetide.

## Lastnosti
Asteroid Ksanta obkroži Sonce v 5,02 letih. Njegova tirnica ima izsrednost 0,117, nagnjena pa je za 15,345° proti ekliptiki. Njegov premer je 76,53 km .